# Koumpiodontosuchus aprosdokiti
Koumpiodontosuchus aprosdokiti è un rettile estinto, appartenente ai crocodilomorfi. Visse nel Cretaceo inferiore (Barremiano, circa 126 milioni di anni fa) e i suoi resti fossili sono stati ritrovati in Inghilterra.

## Descrizione
Questo animale è noto per un cranio quasi completo, che permette di ricostruire il possibile aspetto di un coccodrillo di piccole dimensioni, probabilmente non più lungo di un metro. La dentatura con elementi a punta ottusa era molto simile a quella di Bernissartia, un altro coccodrillo di piccola mole vissuto nel Cretaceo inferiore in Inghilterra. A differenza di quest'ultimo, tuttavia, Koumpiodontosuchus possedeva alcuni caratteri unici: ad esempio, la posizione della coana e la disposizione delle suture craniche. La coana, in particolare, era interamente circondata dagli pterigoidi (caso unico tra i coccodrilli non eusuchi), anche se occupava una posizione molto anteriore. 

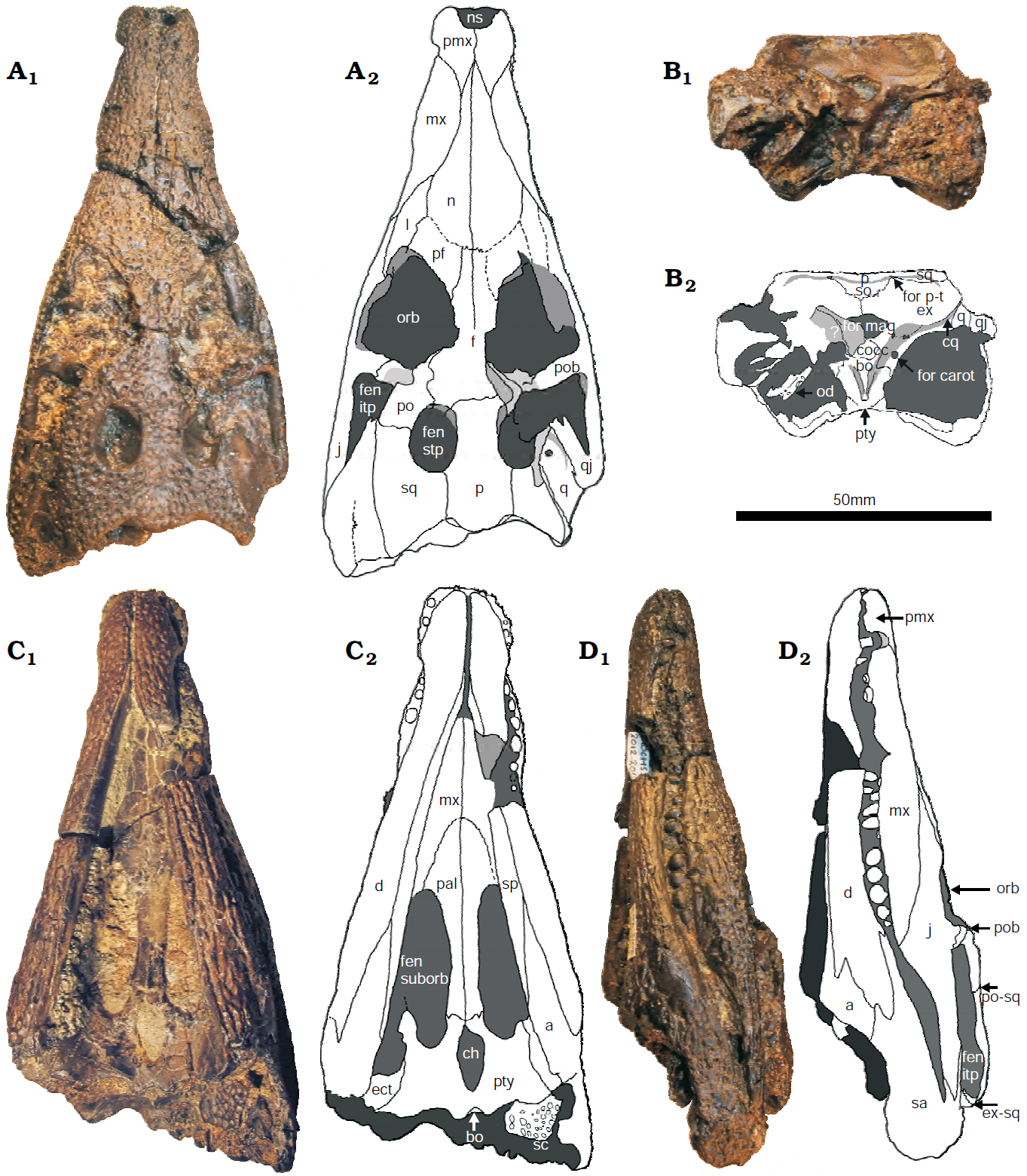
Cranio di Koumpiodontosuchus aprosdokiti

## Classificazione
Koumpiodontosuchus aprosdokiti è stato descritto per la prima volta nel 2015, sulla base di un cranio fossile ritrovato nei pressi di Yaverland, nella costa sudorientale dell'Isola di Wight (Inghilterra), nella formazione Wessex. Questo animale apparteneva ai bernissartiidi (Bernissartiidae), un clade di piccoli crocodilomorfi vicini all'origine dei coccodrilli odierni (Eusuchia), ma dalle specializzazioni dentarie che suggeriscono una dieta a base di molluschi.